# Кільчень (річка)
Кільче́нь — річка в Україні, в межах Самарівського та Дніпровського районів Дніпропетровської області. Права притока Самари (басейн Дніпра).

## Опис
Довжина річки 116 км, площа басейну 966 км². Долина трапецієподібна, симетрична, завширшки до 2,5 км. Річище звивисте, у пониззі (на 10 км від гирла) розташоване у підпорі водосховища. Похил річки 0,77 м/км. Влітку сильно міліє. Споруджено кілька ставків.

## Розташування
Витоки розташовані на схід від с. Голубівки. Тече спершу на захід, далі поступово повертає на південь і південний схід, у пониззі тече переважно на південний схід. Впадає до Самари (в Самарську затоку) неподалік від північно-східної околиці міста Дніпра (мікрорайон Самарівка).
Основні притоки: Балка Гадиха, Ягідна, Очеретувата, Губиниха (ліві), Балка Крамарка, Балка Грабка (праві).
Над Кільченню лежать: місто Підгороднє; великі села: Голубівка і Спаське.
- У долині річки розташована природоохоронна територія — Кільченський заказник.